# 墨西哥地理

墨西哥是一座北美洲的一個國家，其地處位於北緯約23°、西經102°，處於北美洲南部。 從最遠的陸地端點計算，墨西哥的長度略超過3,200 km（2,000 mi）。墨西哥北鄰美國（具體而言，由西至東分別與加利福尼亞州、亞利桑那州、新墨西哥州和德克薩斯州接壤），西部和南部瀕臨太平洋，東部瀕臨墨西哥灣，東南部與伯利茲、危地馬拉和加勒比海相鄰。作為拉丁美洲最北端的組成部分，墨西哥是世界上人口最多的西班牙語國家。墨西哥是世界第13大國家，面積是德克薩斯州的三倍。
墨西哥幾乎全部位於北美洲板塊上，西北部下加利福尼亞半島的小部分區域位於太平洋板塊和科科斯板塊上。一些地理學家將特萬特佩克地峽以東的部分（包括尤卡坦半島）納入北美洲範圍。這部分包括坎佩切州、恰帕斯州、塔巴斯科州、金塔納羅奧州和尤卡坦州，佔該國總面積的12.1%。另一種說法是，跨墨西哥火山帶在地形上劃定了該地區的北部邊界。 從地緣政治角度來看，墨西哥通常不被視為中美洲的一部分。在政治上，墨西哥分為三十二個州。
除了眾多鄰近島嶼外，墨西哥領土還包括太平洋上較為偏遠的瓜達盧佩島和雷維利亞希赫多群島。墨西哥總面積為1,972,550平方公里，其中包括約6,000平方公里位於太平洋、墨西哥灣、加勒比海和加利福尼亞灣的島嶼。墨西哥北部與美國共享5,000公里的邊界。蜿蜒的布拉沃河（在美國稱為格蘭德河）界定了從華雷斯城向東至墨西哥灣的邊界。一系列天然和人工標誌劃定了從華雷斯城向西至太平洋的美墨邊界。美墨邊界由國際邊界和水資源委員會共同管理。 墨西哥南部與危地馬拉共享871公里邊界，與伯利茲共享251公里邊界。
墨西哥擁有9,330公里的海岸線，其中7,338公里面向太平洋和加利福尼亞灣，其餘2,805公里面向墨西哥灣和加勒比海。墨西哥的專屬經濟區（EEZ）覆蓋3,269,386 km2（1,262,317 sq mi），是世界第13大專屬經濟區。該區域從每個海岸向外延伸200 mi（320 km）海里。墨西哥的陸地從美國邊界向東南方向急劇收窄，然後突然向北彎曲，最終形成500公里長的尤卡坦半島。事實上，尤卡坦州首府梅里達位於比墨西哥城或瓜達拉哈拉更北的位置。

## 地理特徵

### 山脈和海拔

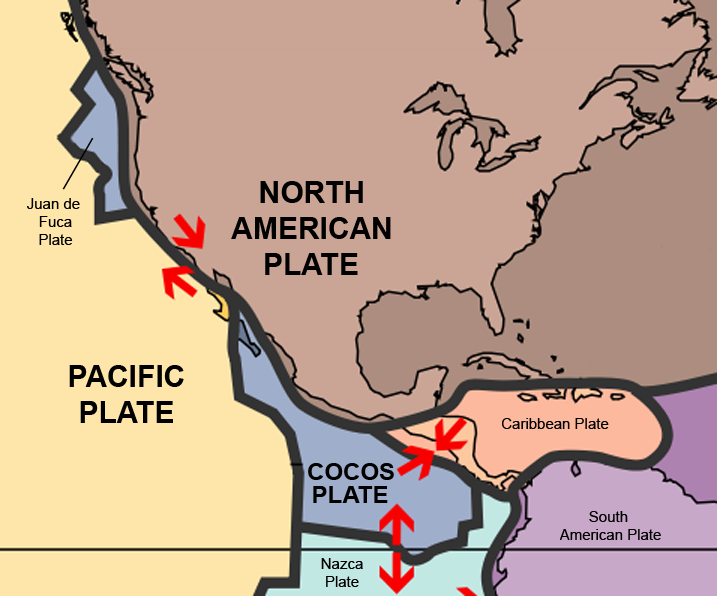
墨西哥主要位於北美洲板塊上

從美國邊界約50（31英里）處開始，西馬德雷山脈向南延伸約1,250（780英里）至聖地亞哥河，在那裡與橫貫墨西哥中部的東西向跨墨西哥火山帶匯合。西馬德雷山脈在其北端距墨西哥西海岸約300（190英里），但在接近新火山山脈附近時距海岸僅五十公里。西北海岸平原是指西馬德雷山脈與加利福尼亞灣之間的低地區域。西馬德雷山脈平均海拔2,250（7,380英尺），峰頂可達3,000（9,800英尺）。

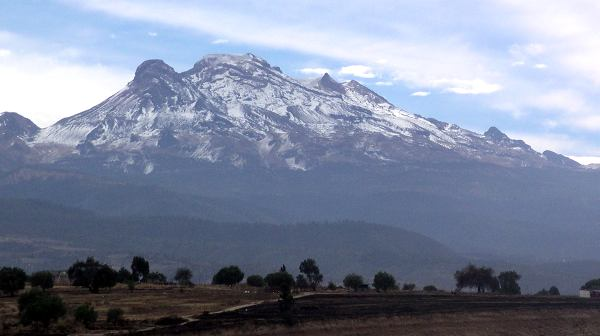
墨西哥城附近的伊斯塔西瓦特爾火山。其特徵是雪頂峰和崎嶇地形，包括陡峭的斜坡和冰川。

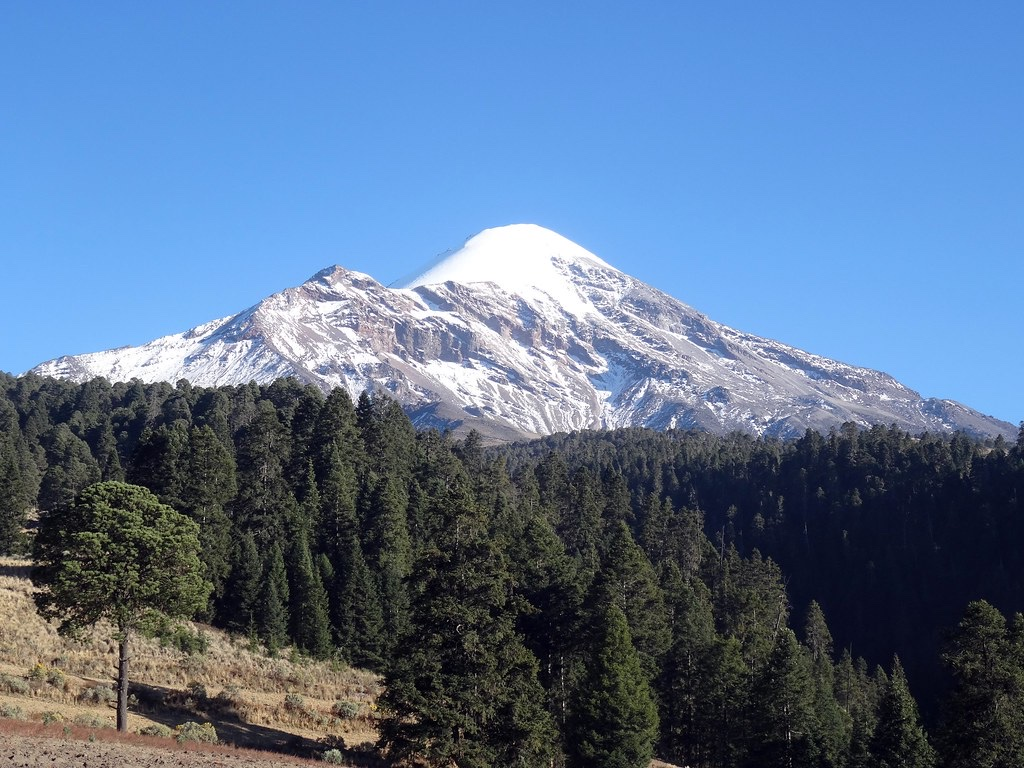
奧里薩巴山，又稱西特拉爾特佩特爾，是墨西哥最高峰，也是北美洲第三高峰，僅次於阿拉斯加的德納利峰和加拿大的洛根山。

東馬德雷山脈始於與美國德克薩斯州邊界的大彎曲地區，延續1,350（840英里）直至佩羅特峰，這是新火山山脈的主要峰頂之一。與西馬德雷山脈一樣，東馬德雷山脈在接近其南端時逐漸靠近海岸線，距墨西哥灣僅75（47英里）。東北海岸平原從東馬德雷山脈的東坡延伸至墨西哥灣。東馬德雷山脈的中位海拔為2,200（7,200英尺），部分峰頂達3,000（9,800英尺）。
墨西哥高原從美國邊界延伸至新火山山脈，佔據了東西馬德雷山脈之間的廣闊土地。一個低矮的東西向山脈將高原分為北部和南部兩段。這兩個部分以前稱為北部台地和中部台地，現在被地理學家視為一個高原的兩個部分。北部高原平均海拔1,100米，從布拉沃河向南延續，穿過薩卡特卡斯州和聖路易斯波托西州。各種狹窄、孤立的山脊橫越北部高原的高原。該地區散佈著眾多窪地，其中最大的是馬皮米盆地。南部高原比其北部對應區域更高，平均海拔2,000（6,600英尺）。南部高原包含眾多原本由古湖泊形成的山谷。墨西哥幾個最重要的城市，包括墨西哥城和瓜達拉哈拉，都位於南部高原的山谷中。

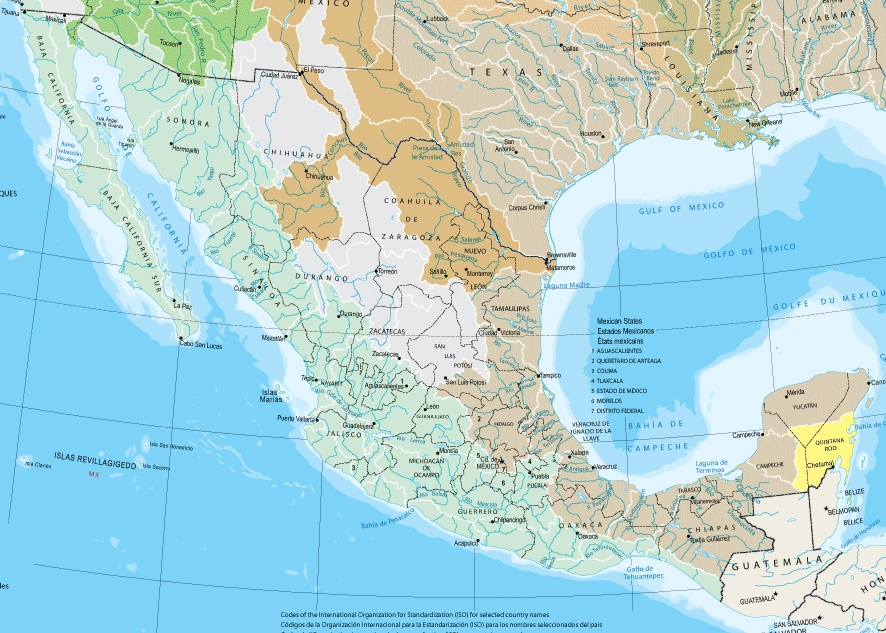
墨西哥的流域。藍色流域流向太平洋，棕色流向墨西哥灣，黃色流向加勒比海。灰色表示不流向海洋的內流盆地。

另一個重要山脈，半島山脈，橫越墨西哥北半部的地貌。作為平行於加利福尼亞海岸的加利福尼亞海岸山脈的南延，半島山脈的墨西哥部分從美國邊界延伸至下加利福尼亞半島南端，距離1,430（890英里）。加利福尼亞系統的峰頂海拔從北部的2,200（7,200英尺）到南部拉巴斯附近僅250（820英尺）不等。狹窄的低地分佈在山脈的太平洋和加利福尼亞灣兩側。新火山山脈是一條長900（560英里）、寬130（81英里）的帶狀區域，從太平洋延伸至墨西哥灣。新火山山脈始於聖地亞哥大河，向南延續至科利馬，在那裡沿十九度緯線向東轉至韋拉克魯斯州中部。該地區以顯著的地震活動為特徵，包含墨西哥最高的火山峰。這個山脈包含三座超過5,000（16,000英尺）的峰頂：奧里薩巴峰（西特拉爾特佩特爾）——北美洲第三高峰——以及墨西哥城附近的波波卡特佩特爾火山和伊斯塔西瓦特爾山。新火山山脈被視為北美洲和中美洲的地質分界線。
幾個重要山脈主導著墨西哥南部和東南部的地貌。南馬德雷山脈沿墨西哥南部海岸延伸1,200公里，從新火山山脈的西南部延伸至幾乎平坦的特萬特佩克地峽。該山脈的山峰平均海拔2,000米。山脈平均寬100公里，但在瓦哈卡州擴展至150公里。狹窄的西南海岸平原從南馬德雷山脈延伸至太平洋。瓦哈卡馬德雷山脈始於奧里薩巴峰，向東南方向延伸300公里直至特萬特佩克地峽。瓦哈卡馬德雷山脈的峰頂平均海拔2,500米，部分峰頂超過3,000米。在特萬特佩克地峽以南，恰帕斯馬德雷山脈沿太平洋海岸延伸280公里，從瓦哈卡州-恰帕斯州邊界延伸至墨西哥與危地馬拉的邊界。雖然平均海拔僅1,500米，但有一座峰頂——塔庫馬火山——海拔超過4,000米。最後，恰帕斯中部高原穿過恰帕斯中部延伸250公里至危地馬拉。恰帕斯中部高原峰頂的平均高度為2,000米。恰帕斯中央山谷分隔了恰帕斯中部高原和恰帕斯馬德雷山脈。

### 河流和其他水體

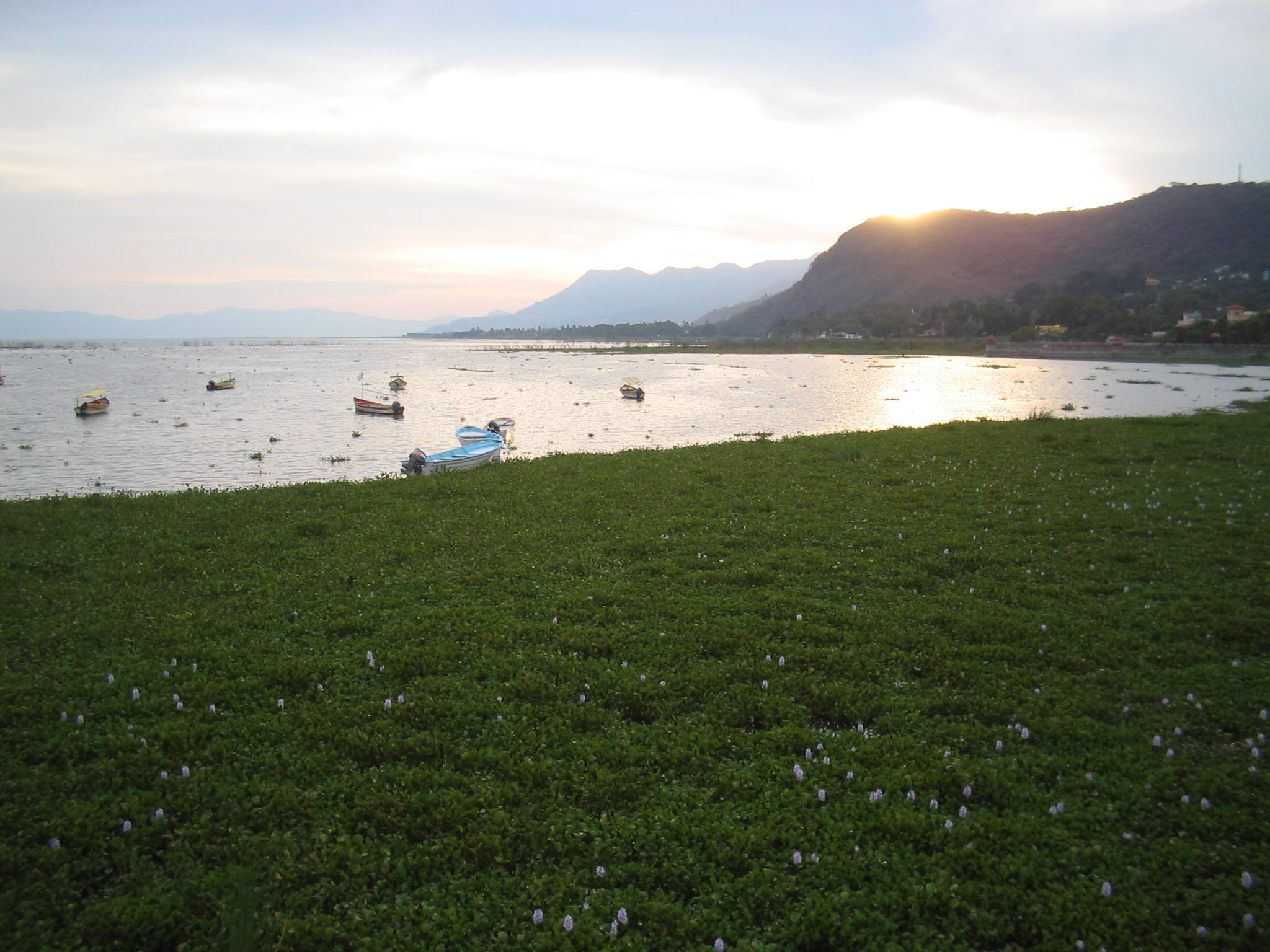
查帕拉湖，墨西哥最大的淡水湖。

墨西哥擁有近150條河流，其中三分之二流入太平洋，其餘流入墨西哥灣或加勒比海。儘管水資源看似豐富，但水量在全國分佈不均。事實上，五條河流——烏蘇馬辛塔河、格里哈爾瓦河、帕帕洛阿潘河、夸察夸尔科斯河和帕努科河——佔墨西哥年均地表水量的52%。這五條河流都流入墨西哥灣；只有帕努科河位於墨西哥東南部以外，而東南部約佔國土面積的15%和全國人口的12%。相比之下，墨西哥北部和中部佔國土面積的47%和近60%的人口，但水資源不到全國的10%。
2024年，一組海洋學家在墨西哥切圖馬爾灣發現了世界最深的藍洞——塔姆哈藍洞，在馬雅語中意為「深水」。由於技術限制，該洞穴的實際深度仍然未知。然而研究結果表明存在複雜的地下洞穴和隧道迷宮，這可能為該地點和其中的生命多樣性提供新的見解。

## 地震活動

1990年至2017年墨西哥地震分佈圖

墨西哥位於構成地球表面的三個大型構造板塊之上，是地球上地震活動最活躍的地區之一。這些板塊的運動引起地震和火山活動。
墨西哥大部分陸地位於向西移動的北美洲板塊上。然而，墨西哥南部外海的太平洋海底正被下方科科斯板塊的運動帶向東北方向。海底物質相對密度較高；當它撞擊墨西哥陸地較輕的花崗岩時，海底被迫潛入陸地下方，形成位於墨西哥南部海岸外的深海中美洲海溝。北美洲板塊上向西移動的陸地在與科科斯板塊相遇處被減緩和擠壓，形成了墨西哥南部的山脈。科科斯板塊的隱沒作用解釋了墨西哥南部海岸附近地震頻繁的原因。當構成海底的岩石被迫下沉時，它們融化，熔融物質被迫通過地表岩石的薄弱處向上推，形成橫貫墨西哥中部新火山山脈中的火山。

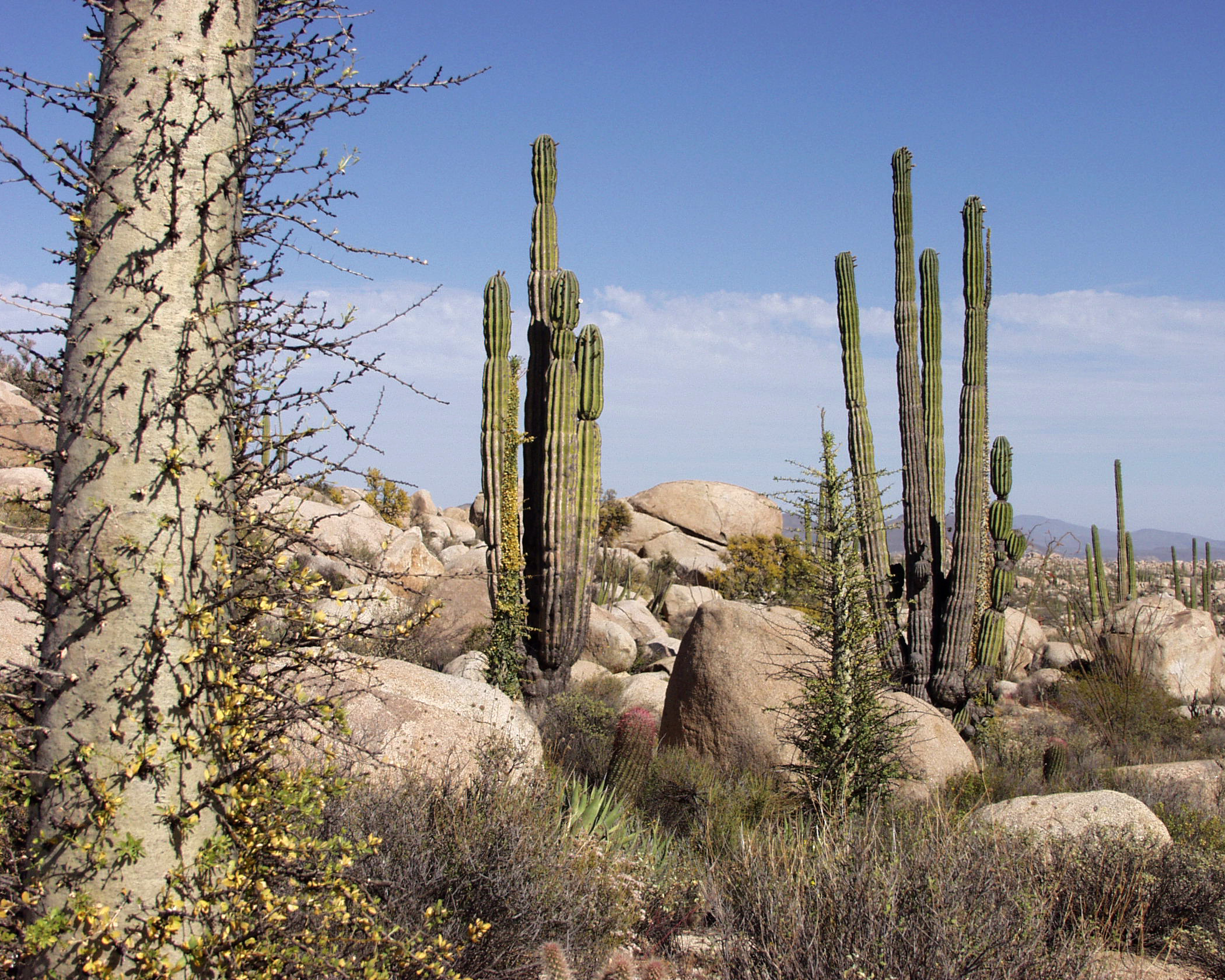
下加利福尼亞州

墨西哥在加利福尼亞灣沿岸的地區，包括下加利福尼亞半島，正在太平洋板塊上向西北方向移動。太平洋板塊和北美洲板塊並非一個板塊隱沒於另一個之下，而是相互摩擦滑動，形成一個滑動斷層，這是加利福尼亞聖安德烈亞斯斷層的南延。過去沿著這個斷層的運動將下加利福尼亞從海岸拉開，形成了加利福尼亞灣。沿著這個斷層的持續運動是墨西哥西部地震的源頭。
墨西哥有著破壞性地震和火山爆發的悠久歷史。1985年9月，一場矩震級8.0的地震，震央位於阿卡普爾科外海的隱沒帶，在300多公里外的墨西哥城造成超過4,000人死亡。位於瓜達拉哈拉南部的科利馬火山在1994年爆發，墨西哥南部的埃爾奇瓊火山在1983年發生劇烈爆發。墨西哥西北部的帕里庫廷火山始於1943年玉米田中的幾縷煙霧；十年後這座火山高達424米。儘管休眠了數十年，波波卡特佩特火山和伊斯塔西瓦特爾火山（在納瓦特爾語中分別意為「冒煙的戰士」和「白色女士」）偶爾會冒出在墨西哥城清晰可見的煙霧，提醒首都居民火山活動就在附近。波波卡特佩特爾火山在1995年和1996年顯示出新的活動，迫使幾個附近村莊疏散，並使地震學家和政府官員擔心大規模爆發可能對附近人口稠密地區造成的影響。

## 氣候

墨西哥柯本氣候分類圖（含州界劃分）

北回歸線有效地將該國分為溫帶和熱帶區域。北緯二十四度以北的土地在冬季月份經歷較涼爽的溫度。北緯二十四度以南，溫度全年相當恆定，僅隨海拔高度變化。
北緯二十四度以南海拔高達1,000（3,281英尺）的地區（兩個沿海平原的南部以及尤卡坦半島），年平均溫度在24和28 °C（75.2和82.4 °F）之間。這裡的溫度全年保持高溫，冬夏平均溫度之間僅有5 °C（9 °F）的差異。儘管北緯二十四度以北的低海拔地區在夏季炎熱潮濕，但由於冬季條件較為溫和，它們通常具有較低的年平均溫度（20至24 °C或68.0至75.2 °F）。

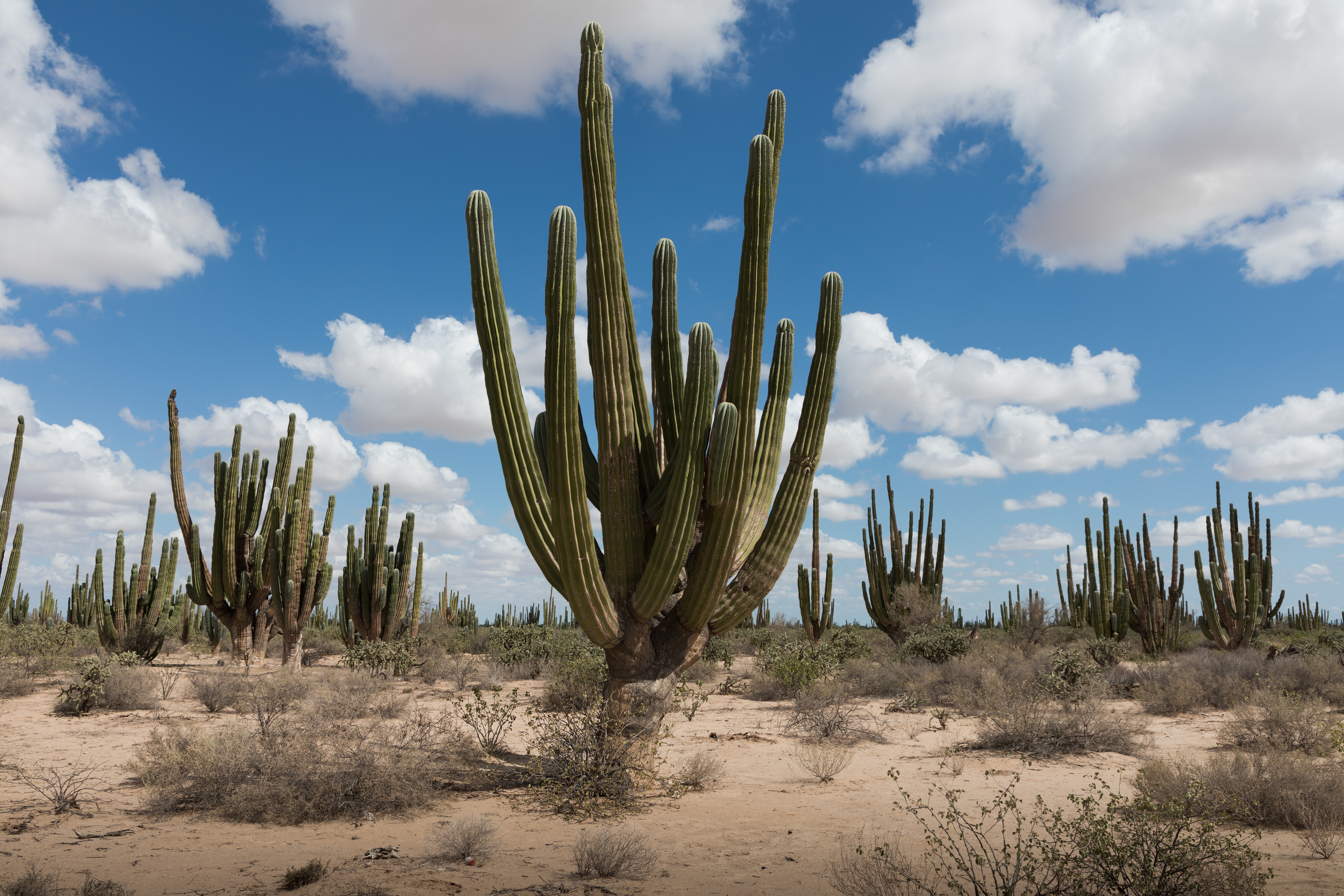
墨西哥索諾拉州索諾拉沙漠中的普林格爾巨柱仙人掌森林。

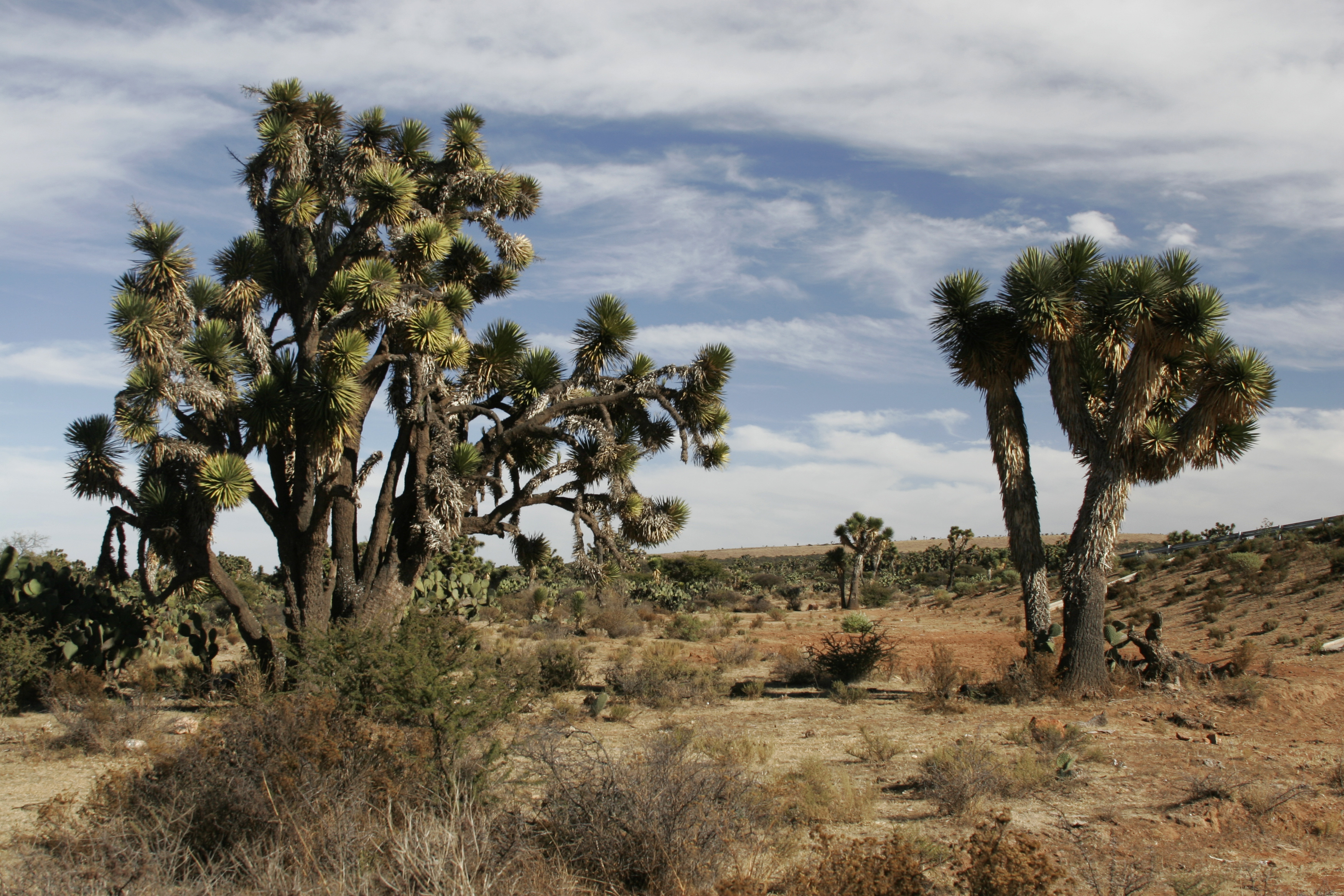
薩卡特卡斯半乾旱沙漠中的灌木、多肉植物如欺人絲蘭和小草共存。屬於奇瓦瓦沙漠的一部分。

在1,000和2,000（3,281和6,562英尺）之間，年平均溫度在16和20 °C（60.8和68.0 °F）之間。北緯二十四度以南這個海拔高度的城鎮全年溫度相對恆定且宜人，而更北的地區則經歷顯著的季節變化。在2,000（6,562英尺）以上，溫度下降至新火山山脈年平均8和12 °C（46.4和53.6 °F）的範圍。海拔2,300（7,546英尺）的墨西哥城年平均溫度為15 °C（59 °F），夏季宜人，冬季溫和。最暖月份五月的平均日最高和最低溫度為26和12 °C（78.8和53.6 °F），最冷月份一月的平均日最高和最低溫度為19和6 °C（66.2和42.8 °F）。
降雨量因地點和季節而差異很大。下加利福尼亞半島、西北部的索諾拉州、北部高原以及南部高原的重要部分都遇到乾旱或半乾旱條件。這些地區的年降雨量平均在300和600（11.8和23.6英寸）之間，儘管在某些地區甚至更少，特別是在下加利福尼亞州。南部高原大部分主要人口聚集區的平均降雨總量在600和1,000（23.6和39.4英寸）之間，包括墨西哥城和瓜達拉哈拉。沿墨西哥灣的低海拔地區年降雨量超過1,000（39.4英寸），最濕潤的地區是東南部的塔巴斯科州，年降雨量通常約為2,000（78.7英寸）。北部高原、高地和馬德雷山脈高峰的部分地區每年都有降雪。西特拉爾特佩特爾、波波卡特佩特爾和伊斯塔西瓦特爾繼續支撐著冰川，其中最大的是大北冰川。

恰帕斯州

墨西哥有明顯的濕季和乾季。該國大部分地區從六月到十月中旬經歷雨季，一年中其餘時間降雨顯著較少。二月和七月通常分別是最乾燥和最濕潤的月份。例如，墨西哥城二月平均僅降雨5（0.2英寸），但七月超過160（6.3英寸）。沿海地區，特別是墨西哥灣沿岸，在九月經歷最大降雨量。塔巴斯科州該月通常記錄超過300（11.8英寸）的降雨。墨西哥西北沿海蒂華納周圍的小片沿海地區具有地中海氣候，有相當多的沿海霧氣和發生在冬季的雨季。
墨西哥完全位於颶風帶內，兩個海岸的所有地區從六月到十一月都容易受到這些風暴影響。太平洋沿岸的颶風通常比影響墨西哥東海岸的颶風威力較小。然而，每年有幾個颶風襲擊加勒比海和墨西哥灣海岸線，這些風暴帶來強風、暴雨、廣泛破壞，偶爾造成生命損失。颶風吉爾伯特於1988年9月直接經過坎昆，風速超過200每小時（124英里每小時），對度假區的酒店造成重大損害。然後它襲擊墨西哥東北部，暴雨引起的洪水在蒙特雷地區造成數十人死亡，並對牲畜和蔬菜作物造成廣泛損害。